# Phaonia bidentata
Phaonia bidentata är en tvåvingeart som beskrevs av Ringdahl 1933. Phaonia bidentata ingår i släktet Phaonia och familjen husflugor. Inga underarter finns listade i Catalogue of Life.